# Теремов, Пётр Алексеевич
Пётр Алексеевич Теремов (7 (19) августа 1906 года, с. Дубна, Серпуховский уезд, Московская губерния — 2 апреля 1981 года, Москва) — советский военачальник, генерал-майор (3 июня 1944 года).

## Биография
Родился в селе Дубна, ныне центр Стремиловского сельского поселения, Чеховского района, Московской области. Русский.

### Военная служба
В сентябре 1928 года Теремов добровольно поступил курсантом в Тверскую кавалерийскую школу. После окончания в мае 1931 года он был назначен в 61-й кавалерийский полк Особой кавалерийской дивизии им. И. В. Сталина в Москве, где проходил службу командиром пулеметного взвода, врид помощником командира и командиром эскадрона, начальником обозно-вещевого снабжения полка. В сентябре 1937 года зачислен слушателем в Военную академию РККА им. М. В. Фрунзе (на 2-й факультет). 21 апреля 1940 года окончил её и был назначен начальником оперативного пункта штаба ЗапОВО в город Кольно.

### Великая Отечественная война
Начало войны застало майора Теремова в городе Браево. В 4.00 22 июня 1941 года немцы открыли сильный артиллерийский огонь и в 4.30 уже были в городе. В этих условиях Теремов с оперативной
группой отошел в крепость Осовец и вечером 24 июня с отрядом пограничников выехал в штаб 10-й армии в город Белосток. Однако в это время штаб армии уже убыл в направлении Слонима и связи с ним не было. С отрядом пограничников он отходил по тылам противника, производя боевые «вылазки» по его тыловым частям. В бою юго-восточнее Бобруйска 15 августа 1941 года отряд был окружен батальоном немцев. В этом тяжелом бою Теремов был ранен. Ночью, пользуясь темнотой, он вывел отряд из боя. В конце сентября соединился с отрядом генерал-майора Ф. А. Бакунина (бывший командир 61-го стрелкового корпуса), который выходил из окружения из-под Могилева. 22 ноября 1941 года с этим отрядом перешел линию фронта под Тулой (без боя). После выхода с 25 ноября 1941 по февраль 1942 года находился в госпитале по ранению в городе Новосибирск.
В апреле 1942 года назначен начальником штаба 26-й гвардейской стрелковой дивизии (преобразована в том же месяце из 93-й стрелковой). Её части в это время стояли в обороне на реке Воря в районе Пинашинские хутора, Воскресенск (10 км восточнее Износки). В мае дивизия была переброшена в район Княжьи Горы (под Волоколамском). С 4 августа 1942 года её части в составе войск 20-й армии принимали участие в Ржевско-Сычевской наступательной операции, вели ожесточенные наступательные бои по овладению районным центром Карманово. С конца августа 1942 года дивизия находилась в обороне в районе Пруды, Холм, Троицкое, Сычевка (Смоленской обл.). С марта 1943 года полковник Теремов исполнял должность заместителя командира дивизии.
13 июня 1943 года Теремов был назначен командиром 108-й стрелковой дивизии и в этой должности находился до конца войны. С 11 июля 1943 года она в составе 8-го гвардейского стрелкового корпуса 11-й гвардейской армии Западного, затем Брянского фронтов принимала участие в Курской битве, Орловской наступательной операции, в разгроме волховской группировки противника и освобождении города Волхов. В сентябре в ходе Брянской наступательной операции дивизия в составе 50-й армии прорвала оборону противника на реке Десна в районе Жуковки и обеспечила ввод в образовавшийся прорыв 2-го гвардейского кавалерийского корпуса. Затем её части отражали яростные атаки до двух пехотных дивизий и 50 танков противника, удерживая плацдарм на реке Десна. В последующем части дивизии в составе той же 50-й армии принимали участие в освобождении Левобережной Украины и битве за Днепр. В июне — июле 1944 года она в составе 46-го стрелкового корпуса 3-й, затем 65-й армий отличилась в Бобруйской и Люблин-Брестской наступательных операциях. В дальнейшем дивизия в составе 46-го стрелкового корпуса 65-й армии воевала на 2-м Белорусском фронте до конца войны. Участвовала в Млавско-Эльбингской, Восточно-Померанской и Берлинской наступательных операциях, в овладении городами Данциг (Гданьск), Штеттин (Щецин), Штрасбург, Трентов.
За успешное форсирование реки Одер и серьёзный урон противнику, который нанесла 108-я стрелковая дивизия в апреле 1945 года, командующий 65-й армии генерал-полковник П. И. Батов поддержал представление на комдива Теремова к присвоению ему звания Героя Советского Союза, однако решением военного совета фронта он был награждён орденом Ленина.
За время войны Теремов был тринадцать раз упомянут благодарственных в приказах Верховного Главнокомандующего.

### Послевоенное время
После войны генерал-майор Теремов продолжал командовать 108-й стрелковой дивизией в составе 7-й механизированной армии в городе Вальденбург. С января 1946 года вступил в командование 44-й гвардейской стрелковой Барановичской ордена Ленина Краснознаменной ордена Суворова дивизией СГВ, после её расформирования в июле 1946 года назначен командиром 114-й гвардейской воздушно-десантной Венской Краснознаменной дивизии. В мае 1948 года освобожден от должности по состоянию здоровья и в августе уволен в запас.
Автор книги «Пылающие берега» (Военные мемуары).
Умер 2 апреля 1981 года, похоронен в Москве на Донском кладбище

## Награды
СССР
- два ордена Ленина (10.04.1945, 29.05.1945)
- три ордена Красного Знамени (17.08.1943, 26.07.1944, 1948)
- орден Суворова II степени (18.09.1943)
- два ордена Красной звезды (30.01.1943, 03.11.1944)
- Медали в том числе:
  - «За Победу над Германией в Великой Отечественной войне 1941—1945 гг.» (1945)
  - «За освобождение Варшавы» (1945)

Приказы (благодарности) Верховного Главнокомандующего в которых отмечен П. А. Теремов.
- За овладение штурмом городом и крупной железнодорожной станцией Бобруйск — важным узлом коммуникаций и мощным опорным пунктом обороны немцев, прикрывающим направления на Минск и Барановичи. 29 июня 1944 года № 125.
- За прорыв на двух плацдармах на западном берегу реки Нарев, севернее Варшавы, глубоко эшелонированной обороны противника, и овладение сильными опорными пунктами обороны немцев городами Макув, Пултуск, Цеханув, Нове-Място, Насельск. 17 января 1945 года. № 224.
- За овладение штурмом городами Млава и Дзялдово (Зольдау) — важными узлами коммуникаций и опорными пунктами обороны немцев на подступах к южной границе Восточной Пруссии и городом Плоньск — крупным узлом коммуникаций и опорным пунктом обороны немцев на правом берегу Вислы. 19 января 1945 года. № 232.
- За овладение городами Гнев (Меве) и Старогард (Прейсиш Старгард) — важными опорными пунктами обороны немцев на подступах к Данцигу. 7 марта 1945 года. № 294.
- За овладение городом и крепостью Гданьск (Данциг) — важнейшим портом и первоклассной военно-морской базой немцев на Балтийском море. 30 марта 1945 года. № 319
- За форсирование Одера южнее Штеттина, прорыв сильно укрепленной обороны немцев на западном берегу Одера и овладение главным городом Померании и крупным морским портом Штеттин, а также овладение городами Гартц, Пенкун, Казеков, Шведт. 26 апреля 1945 года. № 344.
- За овладение городами Эггезин, Торгелов, Пазевальк, Штрасбург, Темплин — важными опорными пунктами обороны немцев в Западной Померании. 28 апреля 1945 года. № 350.
- За овладение городами и важными узлами дорог Анклам, Фридланд, Нойбранденбург, Лихен и вступили на территорию провинции Мекленбург. 29 апреля 1945 года. № 351.
- За овладение городами Грайфсвальд, Трептов, Нойштрелитц, Фюрстенберг, Гранзее — важными узлами дорог в северо-западной части Померании и в Мекленбурге. 30 апреля 1945 года. № 352.
- За овладение городами Штральзунд, Гриммен, Деммин, Мальхин, Варен, Везенберг — важными узлами дорог и сильными опорными пунктами обороны немцев. 1 мая 1945 года. № 354.
- За овладение городами Росток, Варнемюнде — крупными портами и важными военно-морскими базами немцев на Балтийском море и овладение городами Рибнитц, Марлов, Лааге, Тетерев, Миров. 2 мая 1945 года. № 358.
- За овладение городами Барт, Бад-Доберан, Нойбуков, Варин, Виттенберге и за соединение на линии Висмар — Виттенберге с союзными нам английскими войсками. 3 мая 1945 года. № 360.
- За форсирование пролива Штральзундерфарвассер, полное овладение островом Рюген и городами Берген, Гарц, Путбус, Засснитц находящимися на нём. 6 мая 1945 года. № 363.

Иностранных государств
- Кавалер рыцарского ордена «Виртути Милитари» (ПНР) (1945)
- Медаль «За Варшаву 1939—1945» (ПНР, (1945)
- Медаль «За Одер, Нейсе, Балтику» (ПНР, (1945)

## Сочинения
- Теремов П. А. Пылающие берега. — М.: Воениздат, 1965. — 360 с. — (Военные мемуары). Тираж 65 000 экз.